# Rahouia (distrito)
Rahouia é um distrito localizado na província de Tiaret, Argélia.[carece de fontes?] Sua capital é a cidade de mesmo nome.

## Comunas
O distrito está dividido em duas comunas:
- Rahouia
- Guertoufa